# Kriegerdenkmal Rodden
Das Kriegerdenkmal Rodden ist ein denkmalgeschütztes Kriegerdenkmal im Ortsteil Rodden der Stadt Leuna in Sachsen-Anhalt. Im örtlichen Denkmalverzeichnis ist das Kriegerdenkmal als Kleindenkmal verzeichnet.
Der Gedenkstein für die fünf gefallenen Soldaten des Ersten Weltkriegs aus Rodden wurde später um eine Inschrift für die gefallenen Soldaten des Zweiten Weltkriegs erweitert. Er befindet sich neben der Friedenseiche für die Gefallenen des Deutsch-Französischen Kriegs von 1870 bis 1871.
Während der Dorfsanierung 1998 wurde die Anlage um das Kriegerdenkmal neu gestaltet und das Denkmal selber vollständig restauriert. Es steht seit 10. Juni 2016 unter Denkmalschutz.